# Campeonato Mundial Feminino de Hóquei no Gelo Sub-18 de 2008
O Campeonato Mundial de Hóquei no Gelo Feminino SUB-18 de 2008 foi a edição inaugural do torneio. Realizado entre 7 e 12 de janeiro em Calgary, no Canadá, contou com a presença de 8 equipes divididas em dois grupos:

## Grupo A

### Tabela
| Pos. | Equipe           | J | v | VOT | DOT | D | GP | GC | DIF | PTS |
| ---- | ---------------- | - | - | --- | --- | - | -- | -- | --- | --- |
| 1.   | Canadá           | 3 | 3 | 0   | 0   | 0 | 38 | 3  | +35 | 9   |
| 2.   | República Tcheca | 3 | 2 | 0   | 0   | 1 | 10 | 16 | -6  | 6   |
| 3.   | Alemanha         | 3 | 1 | 0   | 0   | 2 | 7  | 15 | -8  | 3   |
| 4.   | Finlândia        | 3 | 0 | 0   | 0   | 3 | 5  | 26 | -21 | 0   |

### Partidas
| 7 de janeiro de 2008 19:30 |     |          |                  |
| Finlândia                  | 2–4 | Alemanha | Norma Bush Arena |
|                            |     |          | Norma Bush Arena |

| 7 de janeiro de 2008 19:45 |      |                  |                                  |
| Canadá                     | 11–2 | República Tcheca | Father David Bauer Olympic Arena |
|                            |      |                  | Father David Bauer Olympic Arena |

| 8 de janeiro de 2008 19:30 |     |                  |                  |
| Finlândia                  | 3–5 | República Tcheca | Norma Bush Arena |
|                            |     |                  | Norma Bush Arena |

| 8 de janeiro de 2008 19:45 |      |        |                                  |
| Alemanha                   | 1–10 | Canadá | Father David Bauer Olympic Arena |
|                            |      |        | Father David Bauer Olympic Arena |

| 9 de janeiro de 2008 19:30 |     |          |                  |
| República Tcheca           | 3–2 | Alemanha | Norma Bush Arena |
|                            |     |          | Norma Bush Arena |

| 9 de janeiro de 2008 19:45 |      |           |                                  |
| Canadá                     | 17–0 | Finlândia | Father David Bauer Olympic Arena |
|                            |      |           | Father David Bauer Olympic Arena |

## Grupo B

### Tabela
| Pos. | Equipe         | J | v | VOT | DOT | D | GP | GC | DIF | PTS |
| ---- | -------------- | - | - | --- | --- | - | -- | -- | --- | --- |
| 1.   | Estados Unidos | 3 | 3 | 0   | 0   | 0 | 28 | 2  | +26 | 9   |
| 2.   | Suécia         | 3 | 2 | 0   | 0   | 1 | 20 | 7  | +13 | 6   |
| 3.   | Suíça          | 3 | 1 | 0   | 0   | 2 | 7  | 17 | -10 | 3   |
| 4.   | Rússia         | 3 | 0 | 0   | 0   | 3 | 2  | 31 | -29 | 0   |

### Partidas
| 7 de janeiro de 2008 16:00 |     |       |                  |
| Suíça                      | 4–1 | Suíça | Norma Bush Arena |
|                            |     |       | Norma Bush Arena |

| 7 de janeiro de 2008 16:15 |      |        |                                  |
| Estados Unidos             | 11–0 | Rússia | Father David Bauer Olympic Arena |
|                            |      |        | Father David Bauer Olympic Arena |

| 8 de janeiro de 2008 16:00 |      |        |                  |
| Suíça                      | 14–0 | Rússia | Norma Bush Arena |
|                            |      |        | Norma Bush Arena |

| 8 de janeiro de 2008 16:15 |      |                |                                  |
| Suíça                      | 0–11 | Estados Unidos | Father David Bauer Olympic Arena |
|                            |      |                | Father David Bauer Olympic Arena |

| 9 de janeiro de 2008 16:00 |     |       |                  |
| Rússia                     | 2–6 | Suíça | Norma Bush Arena |
|                            |     |       | Norma Bush Arena |

| 9 de janeiro de 2008 16:15 |     |        |                                  |
| Estados Unidos             | 6–2 | Suécia | Father David Bauer Olympic Arena |
|                            |     |        | Father David Bauer Olympic Arena |

## Rodada de consolação
| 11 de janeiro de 2008 16:00 |     |        |                  |
| Alemanha                    | 2–1 | Rússia | Norma Bush Arena |
|                             |     |        | Norma Bush Arena |

| 11 de janeiro de 2008 19:30 |     |           |                  |
| Suíça                       | 2–7 | Finlândia | Norma Bush Arena |
|                             |     |           | Norma Bush Arena |

### Disputa pelo 7º lugar
| 12 de janeiro de 2008 09:00 |     |       |                  |
| Rússia                      | 1–4 | Suíça | Norma Bush Arena |
|                             |     |       | Norma Bush Arena |

### Disputa pelo 5º lugar
| 12 de janeiro de 2008 12:30 |     |           |                  |
| Alemanha                    | 4–1 | Finlândia | Norma Bush Arena |
|                             |     |           | Norma Bush Arena |

## Fase final

### Semi-finais
| 11 de janeiro de 2008 16:15 |     |                  |                                  |
| Estados Unidos              | 8–0 | República Tcheca | Father David Bauer Olympic Arena |
|                             |     |                  | Father David Bauer Olympic Arena |

| 11 de janeiro de 2008 19:45 |     |        |                                  |
| Canadá                      | 7–1 | Suécia | Father David Bauer Olympic Arena |
|                             |     |        | Father David Bauer Olympic Arena |

### Disputa pelo 3º lugar
| 12 de janeiro de 2008 16:00 |     |        |                                  |
| República Tcheca            | 4–2 | Suécia | Father David Bauer Olympic Arena |
|                             |     |        | Father David Bauer Olympic Arena |

### Final
| 12 de janeiro de 2008 19:30 |     |        |                                  |
| Estados Unidos              | 5–2 | Canadá | Father David Bauer Olympic Arena |
|                             |     |        | Father David Bauer Olympic Arena |

## Posições finais
|    | Time             |
| -- | ---------------- |
|    | Estados Unidos   |
|    | Canadá           |
|    | República Tcheca |
| 4º | Suécia           |
| 5º | Alemanha         |
| 6º | Finlândia        |
| 7º | Suíça            |
| 8º | Rússia           |